# HD 172021
HD 172021，又名CP-64 3942，SAO 254343、HR 6996，是一颗恒星，视星等为6.37，位于銀經330.72，銀緯-23.39，其B1900.0坐标为赤經18h 32m 36.4s，赤緯-64° -23.39′ 58″。